# 힙합트레인
힙합트레인(Hiphoptrain)은 대구광역시의 클럽 HEAVY에서 열린 고정 공연의 이름이자, 그 공연에 정기적으로 참여하였던 멤버들을 중심으로 뭉친 대한민국의 힙합 크루이다. 멤버와 비멤버 간의 정확한 경계는 지어져있지 않다. Minos, E-Sens 등이 힙합트레인 출신으로 유명하다.

## 역사
힙합트레인의 활동은 대구의 클럽 HEAVY에서 시작하였다. 원래 클럽 HEAVY는 1996년 개관하여 인디 락 밴드들이 무대에 올라 공연을 하던 곳이었는데, 당시 PC통신 상에서 존재했던 힙합 동호회를 중심으로 1999년부터 힙합 공연을 한두달 간격으로 정기적으로 펼쳐온 것이 힙합트레인이 되었다. 초창기 활동한 이들은 Psycho Sound라 불리는 크루가 대표적이었으며, 그 중에서도 West BL, 그리고 현재 Unknown People로 활동하고 있는 5attack, Horror G'K 세 명이 조직한 "낯선사람들"이라는 팀이 주축이 되었다. 이외에도 Virus, Miss O.D.D.Y., Earphone, Raw Flava 등이 함께 활동했으며, 2000년 말에는 기타 활동진들이 합심하여 Tha Beatz라는 이름의 컴필레이션 앨범을 발표하기도 하였다.
이후 2003년 E-Sens가 힙합트레인에 합류하였으며 당시 공연진들이 뭉쳐 한정 판매한 컴필레이션 In da Heavy가 제작되기도 하였다. 앨범 수록곡 중 Stayin' Alive는 당시 힙합트레인에서 활동하던 주요 MC들이 모두 참여한 단체곡이다.
그리고 그 해, 레이블 신의의지의 설립과 함께 Virus의 데뷔 EP가 나오면서 대구 외 다른 지역의 힙합 리스너들에게도 힙합트레인이란 이름을 어느 정도 알게 되었다. 뒤를 이어 Soul Company를 비롯한 여러 신생 레이블들이, 서울 지역을 벗어나 다른 지역의 활동 무대 중 주 거점으로 삼으면서 힙합트레인은 제2의 부흥기를 맞게 되었다. 이때의 힙합트레인은 과거와 비교해볼 때, 자체 멤버들 외에 여러 게스트 MC를 포함하여 여는 공연 개념이었다.
2007년에 접어들면서 힙합트레인은 다시 침체기에 접어들어 공연 수가 눈에 띄게 줄어들어, 2008년, 2009년에는 한 차례씩, 2010년에는 세 차례의 공연이 열렸다. 현재까지 마지막 공연은 2011년 11월에 열린 "Mecca 장가 가는 날"이며, 이후로는 별다른 활동이 없는 상태이나 소속되었던 뮤지션들은 각자 나름의 분야에서 열심히 활동 중이다.

## 단체 앨범
- 2003년 EP In da Heavy

## 멤버
힙합트레인은 정확히 말하면 정기 공연의 이름이었으므로, 여기에 적은 것은 그 정기 공연에 주로 참여했던 "정기 멤버들"이다. 실제로는 멤버와 비멤버의 구분을 하기 어렵다.
- West BL
- Unknown People - 5attack (현 Vintage 80), Horror G'K (현 Sticky Bits)
- Virus - Minos, Mecca
- E-Sens
- Miss O.D.D.Y. aka 마마언니
- Babykoool
- 37
- Raw Flava - I.C., Jerdias
- Bicco
- Chai Kim
- E-Jay